# Serinus canicollis
Serinus canicollis là một loài chim trong họ Fringillidae.